# Lawotschkin La-150
Die Lawotschkin La-150 (russisch Лавочкин Ла-150, NATO-Codename: Type 3) war eines von mehreren Strahljagdflugzeugprojekten Lawotschkins, die nach dem Zweiten Weltkrieg entwickelt wurden und von Erfahrungen mit erbeuteter deutscher Technologie profitierten.

## Entwicklung
Als Triebwerk bediente man sich eines Jumo-004-Aggregats, das in der Sowjetunion unter der Bezeichnung RD-10 nachgebaut worden war. Weil dieses eher leistungsschwach war, wurde das Flugzeug leicht gehalten und praktisch um das hinter der Kabine befindliche Triebwerk herum konstruiert. Der Schulterdecker wurde erstmals am 11. September 1946 mit Testpilot A. A. Popow am Steuer geflogen. Es wurden noch sieben weitere Exemplare gebaut, mit denen man bis April 1947 das Flugverhalten von Strahlflugzeugen bei hohen Geschwindigkeiten testete. Das vermehrte Auftreten von Stabilitätsmängeln während dieser Versuche führte zur Entwicklung der La-150M (La-13) mit einem veränderten Seitenleitwerk, einem stahlblechverkleideten Leitwerksträger sowie um 30° heruntergezogenen Flügelspitzen. Die Erprobung erfolgte ab dem 24. Juni durch Iwan Fjodorow und Mark Gallai. 1946 erhielten alle La-150 als erste sowjetische Strahlflugzeuge das mit einem Nachbrenner ausgerüstete RD-10F Triebwerk und dementsprechend die Bezeichnung La-150F. Während der bis zum 5. September 1946 durchgeführten Erprobung wurde eine Höchstgeschwindigkeit von 950 km/h in 5000 Meter Höhe erreicht.
Als Nächstes entstand ab dem Sommer 1946 die La-152, bei der das Triebwerk in den Bug vor die Kabine verlegt wurde. Den Erstflug führte Je. Fedorow am 6. Dezember des Jahres durch. Die Werkserprobung endete im April 1947, anschließend begannen die staatlichen Tests, bei denen das Flugzeug im Juni schwer beschädigt wurde. Eine geplante zweisitzige Ausführung La-152UTI wurde nicht verwirklicht. Die La-154 sollte ein stärkeres RD-20- oder TR-1-Triebwerk erhalten, wurde aber im Baustadium abgebrochen. Als letztes folgte ab November 1946 die La-156, die am 1. März 1947 mit S. Maschkowski erstmals flog. Die Tests der verschiedenen Typen wurden im Sommer 1947 durch die Testpiloten Popow, Fjodorow, Gallai abwechselnd absolviert. Im Gegensatz zur La-150/La-150M waren diese Flugzeuge Mitteldecker mit verstärkten Rümpfen für Versuche mit verschiedenen Laminar-Tragflächenprofilen. Insgesamt wurden acht La-150 sowie je eine La-152 und La-156 gebaut. Aufgrund der Ergebnisse bei der Erprobung wurde als Nächstes beschlossen, Typen mit Pfeilflügeln zu entwickeln, was zum Bau der La-160 führte.

## Technische Beschreibung
Die La-150/150M war ein freitragender Schulterdecker (La-152/154/56 Mitteldecker) in Ganzmetallbauweise. Der Rumpf besaß einen zentralen Lufteinlauf und war mit einem Leitwerksträger ausgestattet, damit die heißen Abgase ungestört austreten konnten. Das Leitwerk war freitragend und in Normalbauweise ausgeführt. Das Bugradfahrwerk war vollständig einziehbar, die Haupträder wurden seitlich in den Rumpf eingefahren.

## Technische Daten

Dreiseitenriss der La-150

Dreiseitenriss der La-152

| Kenngröße             | La-150                                                               | La-152                                                |
| --------------------- | -------------------------------------------------------------------- | ----------------------------------------------------- |
| Konzeption            | Experimental-Strahljagdflugzeug                                      | Experimental-Strahljagdflugzeug                       |
| Besatzung             | 1                                                                    | 1                                                     |
| Länge                 | 9,42 m                                                               | 9,40 m                                                |
| Spannweite            | 8,20 m                                                               | 8,20 m                                                |
| Höhe                  | 4,10 m                                                               | k. A.                                                 |
| Flügelfläche          | 12,50 m²                                                             | 12,50 m²                                              |
| Flügelstreckung       | 5,4                                                                  | 5,4                                                   |
| Leermasse             | 2.059 kg                                                             |                                                       |
| Startmasse            | 3.338 kg                                                             | 3.239 kg                                              |
| Triebwerk             | ein RD-10 (Standschub 8,9 kN)                                        | ein RD-10 (Standschub 8,9 kN)                         |
| Höchstgeschwindigkeit | 805 km/h in 5.000 m Höhe                                             | 778 km/h in 5.000 m Höhe                              |
| Steigzeit auf 5.000 m | 7,2 min (695 m/min)                                                  | 6,5 min                                               |
| Gipfelhöhe            | 12.500 m                                                             | 12.500 m                                              |
| Reichweite            | 500 km (Flugdauer 55 min)                                            | 500 km (Flugdauer 55 min)                             |
| Bewaffnung            | zwei 23-mm-MK NS-23 (je 150 Schuss) seitlich neben dem Bugradschacht | drei 23-mm-MK NS-23 (je 150 Schuss) seitlich am Rumpf |